# Pealius kongosana
Pealius kongosana là một loài côn trùng cánh nửa trong họ Aleyrodidae, phân họ Aleyrodinae.
Pealius kongosana được Takahashi miêu tả khoa học đầu tiên năm 1955.